# Mystifikation oder Die Porträtgeschichte
Mystifikation oder Die Porträtgeschichte (der französische Originaltitel lautete Mystification ou Histoire des portraits) ist ein Dialogstück des französischen Autors Denis Diderot.

## Inhalt
Die Geschichte beruht auf einer wahren Begebenheit, in die auch Diderot verwickelt war.
Der russische Botschafter in Frankreich, Fürst Gallitzin, wollte sich mit der 19-jährigen Amalie von Schmettau verheiraten, hatte aber seiner ehemaligen Maitresse Mlle d'Ornet, bei Diderot Mlle Dornet genannt, einige Porträts geschenkt, die er vor der Eheschließung gerne wieder in seinen Besitz gebracht hätte.
Die Szene spielt sich im Pariser Atelier der Malerin Mme Therbouche ab; beteiligt sind außer der jungen Dornet, die krank auf einem Sofa ruht, und der Malerin auch ein gewisser Bonvalet-Desbrosses, angeblich ein türkischer Arzt, und Diderot selbst. Der Fürst bedient sich des Arztes, der Mlle Dornet suggeriert, sie könne erst dann gesunden, wenn sie sich von allen Erinnerungsstücken an ihren Geliebten trenne.

## Publikationsgeschichte
Veröffentlicht wurde der Text zum ersten Mal im Februar 1954 von Yves Benot in der kommunistischen Zeitschrift Les Lettres françaises.
Diderot hatte zwar zu Lebzeiten eine Gesamtausgabe seiner Werke geplant, war aber nicht über das Stadium von Planung und Vorbereitung hinausgekommen. Sein Nachlass wurde teilweise zerstört, anderes zerstreut, ein Teil seiner Manuskripte ging nach St. Petersburg, zusammen mit Diderots Bibliothek, die Katharinas Botschafter in Frankreich, der Fürst Gallitzin, noch zu Lebzeiten Diderots erworben hatte. Ein bedeutender Teil fiel als Erbe an die Familie Vandeul – Diderots Tochter Marie-Angélique Diderot war mit Abel François Nicolas Caroillon de Vandeul (1746–1813) verheiratet. Das vorliegende Manuskript war Teil des sogenannten Fonds Vandeul, wo es von dem amerikanischen Romanisten Herbert Dieckmann wiederentdeckt wurde.

## Rezeption
Die französische Regisseurin Sandrine Rinaldi drehte 2003 einen gleichnamigen Film auf der Grundlage des Stücks von Diderot. Rinaldi überträgt Diderots Geschichte in das Paris von heute, während die Protagonisten ihre Dialoge nach dem Diderot-Text sprechen, was zum artifiziellen Eindruck des Films beigetragen und bei der Filmkritik zu Irritationen geführt hat.

## Ausgaben
- Mystifikation oder Die Porträtgeschichte. Mit. Ill. Von Pablo Picasso. Übers. Von Pan Rova. Aufbau-Verlag, Berlin 1956.